# RV7 L'Ardennaise
De RV7 L'Ardennaise is een Rando Vélo-route in Wallonië. De route start in Bouillon aan de grens met Frankrijk. De route is zo genoemd omdat ze dwars door de Ardennen gaat. De route start aan de Semois, kruist en volgt meermaals de Ourthe, kruist de Amblève en eindigt aan de Maas. De route eindigt in Lanaye en is in 2 richtingen bewegwijzerd met blauw-gele markeringen.

## Traject
De route doorkruist de provincies Luxemburg en Luik. In Bouillon aan de grens met Frankrijk sluit de route aan op de RV2. Als wordt doorgefietst naar het Franse Sedan kan daar de EuroVelo EV19 Maasfietsroute worden opgepakt. In Bouillon stroomt één van de zijrivieren van de Maas die deze route kenmerken. Hier is dat de Semois. Bij Wyompont kruist de route de Ourthe en de EuroVelo EV5 Via Romea Francigena. Vanaf Wyompont tot Champlon loopt de route parallel met de RV6. In La Roche-en-Ardenne komt de route wederom bij de Ourthe en kruist ze nogmaals de EV5 om even later uit dit dal te klimmen. Net voor Durbuy - de kleinste stadskern van België - komt de route weer bij de Ourthe die nu gevolgd wordt tot aan de Maas. In Rivage is de monding van de Amblève in de Ourthe, hier is ook de aansluiting met de RV8b. In Angleur is de aansluiting met de RV8b en loopt de RV4b parallel mee naar Liège om hier te eindigen. In Liège kan ook worden aangesloten op de RV4a. De Maas wordt gevolgd tot Lanaye waar de route eindigt en aansluit op de LF Heuvelroute en de LF Maasroute. In Luik is ook de aansluiting op de EuroVelo EV3 Pelgrimsroute en de EuroVelo EV19 Maasfietsroute.

## Aansluitingen met Europese routes
- In Bouillon kan worden doorgefietst naar het Franse Sedan om aan te sluiten op de EuroVelo EV19 Maasfietsroute.
- In Wyompont kruist de route de EuroVelo EV5 Via Romea Francigena.
- In La Roche-en-Ardenne kruist de route de EuroVelo EV5 Via Romea Francigena.
- In Luik sluit de route aan op de EuroVelo EV3 Pelgrimsroute.
- Tussen Luik en Lanaye loopt de route parallel met de EuroVelo EV19 Maasfietsroute.

## Aansluitingen met andere LF- of icoonroutes
- In Bouillon sluit de route aan op de RV2.
- Tussen Wyompont en Champlon loopt de route parallel met de RV6.
- Tussen Rivage en Angleur loopt de route parallel met de 8b.
- Tussen Angleur en Luik loopt de route parallel met de RV4b.
- In Luik sluit de route aan op de RV4a.
- In Lanaye sluit de route aan op de LF Heuvelroute en de LF Maasroute.

## Aansluitingen met regionale routes
- Op elk willekeurig punt kan gebruik worden gemaakt van het fietsroutenetwerk ter plaatse.
- In Bouillon kan de W7 Sur la route des Ardennes (regionale RAVeL-route) opgepakt worden.
- In Durbuy kan de W8 Entre Fagnes et Famenne (regionale RAVeL-route) opgepakt worden.
- In Angleur kan de W2 La Véloroute de la Bière (regionale RAVeL-route) opgepakt worden.
- In Angleur kan de W6 Au Fil de l'Eau (regionale RAVeL-route) opgepakt worden.
- In Lanaye kan de W7 Sur la route des Ardennes (regionale RAVeL-route) opgepakt worden.
- In Eijsden kan de Mergellandroute opgepakt worden.